# كريستوفر هيميروث
كريستوفر هيميروث (بالألمانية: Christofer Heimeroth)‏ (مواليد 1 أغسطس 1981 في أونا - ألمانيا الغربية) لاعب كرة قدم ألماني يلعب حاليا لصالح نادي الدرجة الأولى بوروسيا مونشنغلادباخ الألماني منذ 2006 في مركز حارس مرمى . .

## روابط خارجية
- كريستوفر هيميروث على موقع قاعدة بيانات كرة القدم.إي يو (الإنجليزية)
- كريستوفر هيميروث على موقع بيانات كرة القدم. دي إي (الألمانية)
- كريستوفر هيميروث على موقع عالم كرة القدم.نت (الإنجليزية)
- كريستوفر هيميروث على موقع كووورة
- كريستوفر هيميروث على موقع AS.com (الإسبانية)